# Whitney Port

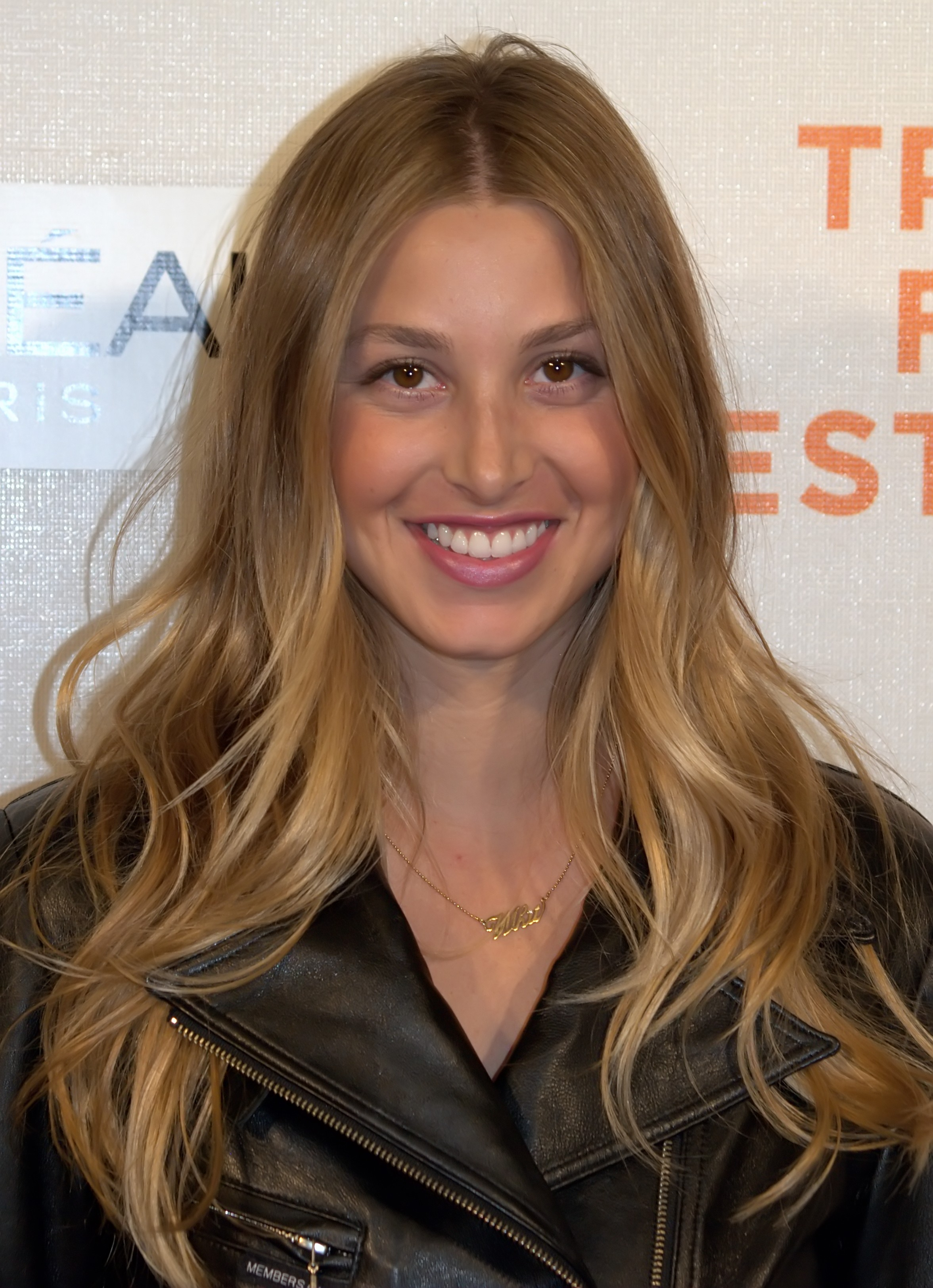
Whitney Port (2009)

Whitney Eve Port (* 4. März 1985 in Los Angeles, Kalifornien) ist eine US-amerikanische Reality-TV-Darstellerin, Modedesignerin und Model. Bekannt wurde sie durch die MTV-Serien The Hills und The City.

## Leben und Karriere
Port wurde 1985 in Los Angeles geboren und wuchs dort auf. Sie ist die Tochter von Jeffery und Vicki Lyn Port. Sie hat eine ältere und zwei jüngere Schwestern sowie einen jüngeren Bruder. Ihr Vater ist Besitzer einer Modelinie namens Swarm. Port stammt aus einer jüdischen Familie. Sie besuchte zunächst die Warner Avenue Elementary School und später die Crossroads School for the Arts and Sciences. 2007 machte sie ihren Abschluss an der University of Southern California.
2006 wurde Port als eine der vier Hauptdarstellerinnen der MTV-Reality-TV-Serie The Hills an der Seite von Lauren Conrad, Audrina Patridge und Heidi Montag engagiert. Während der ersten beiden Staffeln der Show, sammelte sie erste Erfahrungen als Model. Sie lief unter anderem bei einer DKNY-Modenschau auf der Los Angeles Fashion Week. Außerdem war sie auf den Zeitschriftencovern von Teen Vogue, Rolling Stone, Seventeen und Cosmopolitan zu sehen. 2006 begann Port gemeinsam mit Lauren Conrad für die Zeitschrift Teen Vogue zu arbeiten. 2007 verließ sie Teen Vogue und begann bei der PR-Firma People's Revolution unter der Leitung von Kelly Cutrone zu arbeiten. Ihre ehemalige Arbeitskollegin Lauren Conrad folgte ihr während der Dreharbeiten zur dritten Staffel von The Hills.
2008 zog sie nach New York, nachdem sie einen Job bei dem Modelabel Diane von Furstenberg erhielt. Im Rahmen dieses Umzuges verließ Port die Serie The Hills mit dem Ende der vierten Staffel. Im März 2008 gründete Port ihre eigene Modelinie namens Whitney Eve, welche unter anderem bei der New York Fashion Week im September 2009 präsentiert wurde. Ihr weiterer Werdegang wurde in der The Hills Spin-off-Serie The City verfolgt. Die Serie drehte sich um Port und ihre Arbeit bei dem Modelabel Diane von Furstenberg. An ihrer Seite war dabei unter anderem das It-Girl Olivia Palermo zu sehen. Im Gegensatz zu The Hills spielte auch ihr Privatleben eine tragende Rolle. Die erste Staffel der Realityshow lief erstmals von Dezember 2008 bis März 2009 und wurde später um zehn Folgen bis September 2009 verlängert. Im April 2009 wurde bekanntgegeben, dass sie ihren Job bei Diane von Furstenberg aufgegeben hat, um zu People's Revolution zurückzukehren. Im Dezember des Jahres wurde eine zweite Staffel von The City offiziell bestätigt. Im Oktober 2010 gab MTV bekannt, die Serie nach zwei Staffeln einzustellen. Ende 2010 zog Port zurück nach Los Angeles.

## Filmografie (Auswahl)
- 2006–2008: The Hills (Fernsehserie, 71 Folgen)
- 2007: Entourage (Fernsehserie, 1 Folge)
- 2008: Family Guy (Fernsehserie, 1 Folge, Stimme)
- 2008–2010: The City (Fernsehserie, 36 Folgen)
- 2010: Hollywood is Like High School with Money (Fernsehserie, 1 Folge)
- 2010: Anna & Kristina’s Beauty Call (Fernsehserie, 1 Folge)
- 2010–2012: America’s Next Top Model (Fernsehserie, 3 Folgen)
- 2011: Genuine Ken: The Search for the Great American Boyfriend (Fernsehserie, 6 Folgen)
- 2012: Britain & Ireland’s Next Topmodel (Fernsehserie, 13 Folgen)
- 2012: Was passiert, wenn’s passiert ist (What to Expect When You’re Expecting)
- 2019: The Hills New Beginnings